# Edward Victor Appleton

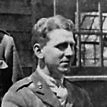
Edward Victor Appleton katonaként

Sir Edward Victor Appleton (Bradford, 1892. szeptember 6. – Edinburgh, 1965. április 21.) Nobel-díjas brit csillagász, fizikus, az ionoszféra létezését mérésekkel igazolta.

## Életrajza
1892. szeptember 6-án született Peter és Mary Appleton gyermekeként. 18 éves korában ösztöndíjat nyert a St. John's College-ba, a Cambridge-i Egyetemre. Itt szerzett természettudományi szakirányú diplomát 1914-ben. Tanárai voltak többek között Sir J.J. Thomson és Rutherford is. A diplomája megszerzése előtti évben megnyerte a Wiltshire-díjat. Az első világháború ideje alatt bevonult, de nem sokkal később visszatért Cambridge-be, ahol 1915-ben feleségül vette Jessie Longsont, akitől két lánya született. A tudomány városában a rádióhullámokkal kapcsolatban kezdett tudományos kutatásokat végezni. 1919-től fő tevékenységének tárgyává az atmoszferikus fizika vált, amelynek tanulmányozásához leginkább rádiótechnikát alkalmazott. 1922-ben a Cambridge-i Egyetemen belül a Trinity College prorektora lett. 1965. április 21-én halt meg Edinburgh-ban.

## Tudományos munkássága
1924-ben kinevezték a fizika professzorának a Londoni Egyetemen és a következő 12 évben itt is maradt. 1936-ban tért vissza Cambridge-be, ahol ő lett a Természetfilozófiai Tanszék elnöke.
1924 második felében Appleton elkezdett egy sor kísérletet, amely bebizonyította egy bizonyos réteg létezését a felső atmoszférában. Ennek gondolata már 1902-ben felvetődött. A rádióadások vétele anomáliákat mutatott. Az esti órákban és éjszaka interferencia volt észlelhető, amiből Appleton feltételezte, hogy a vevőkészülék két adást vesz egyszerre: egy közvetlenül a föld felszínén terjed az adóból, egy az atmoszféra rétegéről verődik vissza. Mivel a két megtett út hossza eltérő, így a megtételhez szükséges idő is eltérő, így ebből meghatározható volt a visszaverő réteg távolsága. Ezt a réteget ma ionoszférának nevezik.

### A Kennelly–Heaviside-réteg
Korábban (mintegy negyven évvel) Balfour Stewart, majd 1902-ben Oliver Heaviside és Arthur Edwin Kennelly már elméletileg feltételezték egy visszaverő réteg lehetőségét. A BBC együttműködésével a Bournemouthi adó rádióhullámokat bocsátott ki, melyeket Oxfordban vettek, hogy lássák, vajon visszatükröződik-e. A kísérlet teljes mértékben sikeres volt. Ezenkívül a rádióhullám hullámhosszának apró változtatásával lehetséges volt lemérni az időt, ami szükséges volt ahhoz, hogy a hullám elérje az atmoszférát és visszaérjen. A hullámot visszaverő réteg távolsága így beazonosítható volt és a magassága meghatározható (kb. 90 km-rel a föld fölött). A használt módszert ma „frekvencia-modulációs radarnak” nevezik. Az ionoszféra volt tehát az első „jelenség”, amit a rádióhullámok által lokalizáltak és ez a tudományágban hatalmas fejlődést indított el, ezenkívül a második világháborúban használt legfontosabb hadi találmányokat is ezen felfedezés segítségével hozták létre, elsősorban a radart.

### Az Appleton-réteg felfedezése
További kísérleteket végeztek, amelyek lehetővé tették az egész Föld körüli rádióadást, és 1926-ban Appleton felfedezett egy másik atmoszferikus réteget 250–350 km-re a földtől, magasabban, mint a Heaviside-réteg. Ez a réteg, amelyet később Appleton-rétegnek neveztek el, visszaveri a rövidhullámú rezgéseket a föld körül. Három évvel később Appleton tett egy felfedezőkörutat Észak-Norvégiában a rádióhullámokkal kapcsolatban, tanulmányozta a sarki fényt és 1931-ben kiadta a kutatások eredményeit. 1932-ben megszavazták az Amerikai Rádiómérnökök Intézetének alelnökévé.

### A világháború idején
A második világháború kitörésekor Appletont kinevezték a tudományos és ipari kutatás vezetőjének. 1941-ben lovaggá ütötték. Amikor Sir Robert Alexander Watson-Watt és tudóscsoportja Appleton találmányain dolgozott és Nagy-Britannia titkos fegyverét, a radart tökélyre fejlesztette, további kutatásokat végeztek az atmoszferikus rétegek és a katódsugár oszcilloszkópok kapcsán.

## Díjai, kitüntetései
1947-ben, amikor Appleton megkapta a Fizikai Nobel-díjat, az USA legmagasabb civil kitüntetését is magáénak tudhatta, amelyet Medal of Meritnek neveznek. Ezenkívül rengeteg rangot, díjat és kitüntetést szerzett még természettudományos körökben, ismertté vált Indiában, Norvégiában, Dániában, továbbá lovaggá ütötték Nagy-Britanniában.